# Al Pitrelli

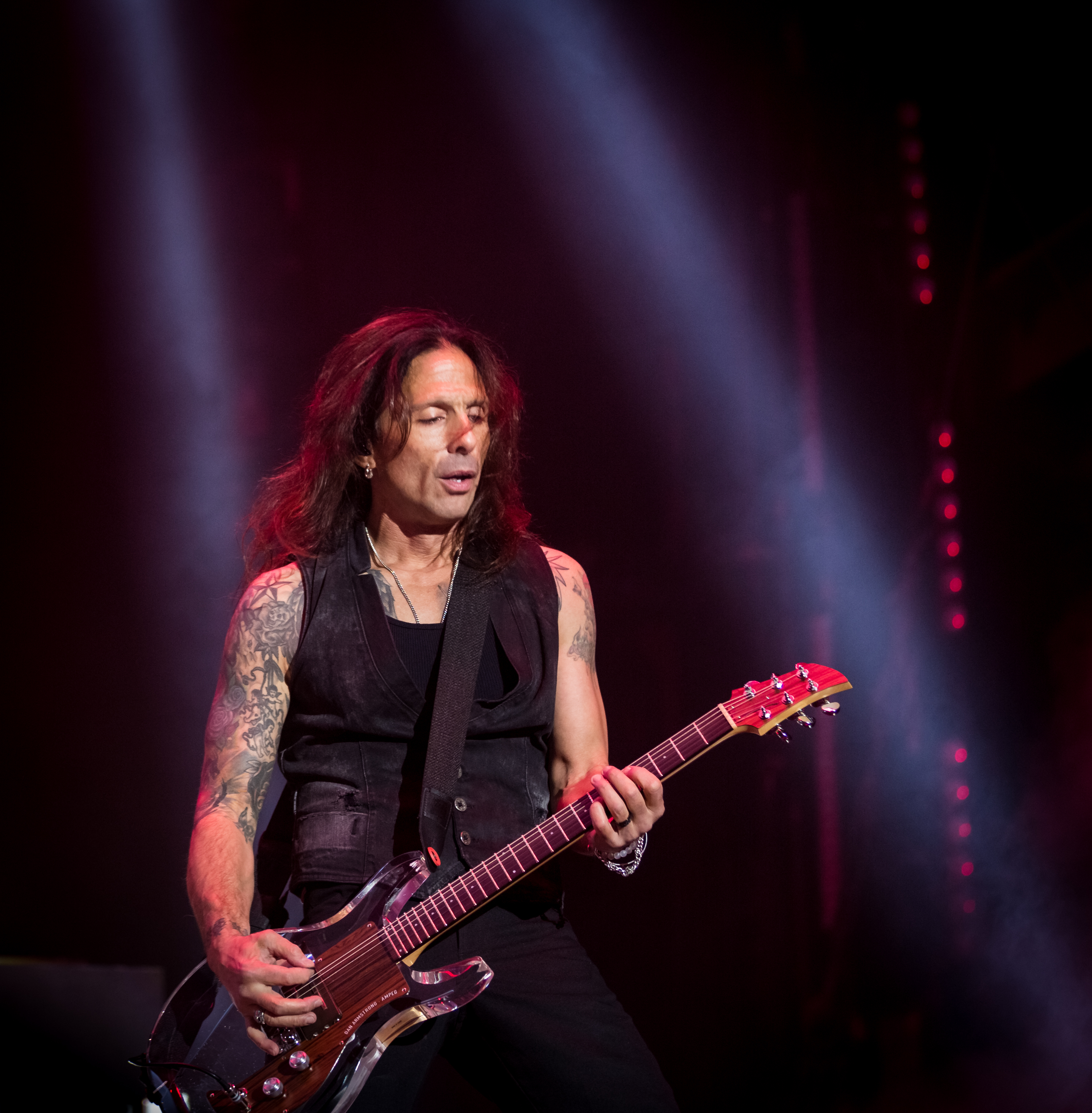
Al Pitrelli mit Savatage auf dem Wacken Open Air 2015

Al Pitrelli (* 26. September 1962 in New York City) ist ein US-amerikanischer Gitarrist, der vor allem durch seine Arbeit für das Trans-Siberian Orchestra, für Megadeth, Alice Cooper, Joe Lynn Turner, Asia und Savatage bekannt wurde.

## Werdegang
Al Pitrelli besuchte Anfang der 1980er Jahre das Berklee College of Music in Boston. Nach dem Abbruch des Studiums arbeitete er als Sessionmusiker und gab auch Gitarrenstunden in New York. Er spielte unter anderem mit Michael Bolton.
Von 1989 bis 1993 war Pitrelli Gitarrist in Alice Coopers Band und spielte mit ihm auf der Tour zum Album Trash, (Alice Cooper) Trashes the World. Er spielte jedoch nicht auf dem Album Hey Stoopid (1991), hierfür gewann Cooper Gitarristen von Joe Satriani und Steve Vai bis Slash. Er schrieb lediglich einen Song (Burning Our Bed) mit. 1992 stieg Pitrelli zusätzlich bei Asia ein und spielte die Alben Aqua (1992) und Aria (1994) mit ein. Er spielte auch Sessions mit Künstlern wie Kathy Troccoli, Taylor Dayne, Randy Coven oder Expose. Er half auch bei Blue Öyster Cult aus.

### Savatage (1995–2000)

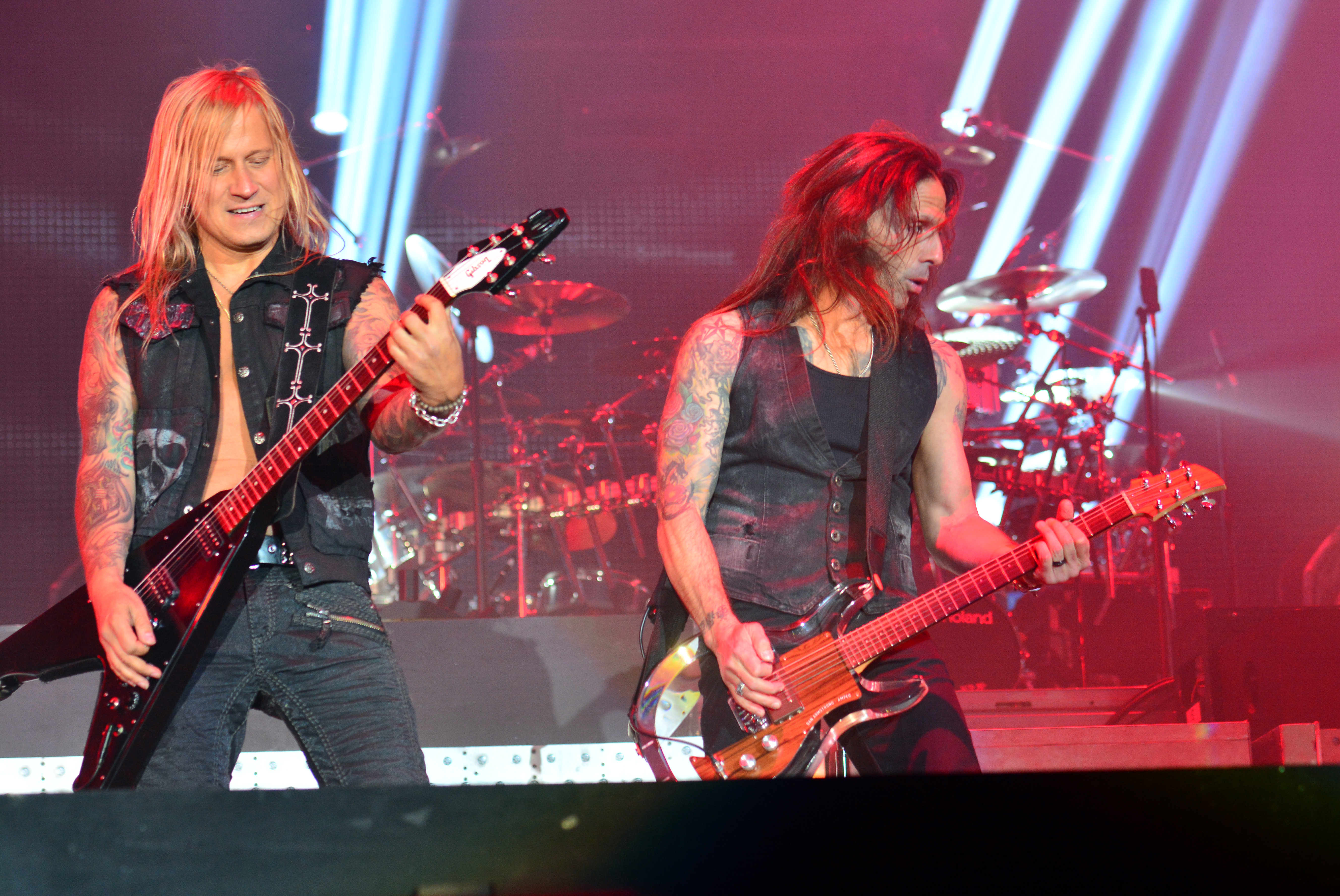
Al Pitrelli (rechts) mit Chris Caffery auf dem Wacken Open Air 2015

1995, zum Zeitpunkt der Rückkehr von Chris Caffery, wurde Pitrelli Gitarrist von Savatage. Somit ist er auf den Alben Dead Winter Dead und The Wake of Magellan zu hören. Obwohl er zu dieser Zeit bereits bei Megadeth spielte, hat er auch einige Parts zu Poets and Madmen beigesteuert. Zu Savatage-Zeiten wirkte er auch beim Nebenprojekt der Band, dem Trans-Siberian Orchestra mit, wo er zu allen Alben beitrug.

### Megadeth (2000–2002)
Im Jahr 2000 holte Dave Mustaine Pitrelli als Ersatz für Marty Friedman zu Megadeth, nachdem er von Megadeth-Schlagzeuger Jimmy DeGrasso empfohlen worden war. Letzterer hatte mit ihm gemeinsam für Alice Cooper gespielt. Pitrelli nahm The World Needs a Hero mit der Band auf. Als sich Mustaine am linken Arm einen Nerv eingeklemmt hatte und nicht mehr spielen konnte und damit alle Projekte von Megadeth auf Eis lagen, kehrte er im April 2002 zu Savatage zurück.

### Seit 2002

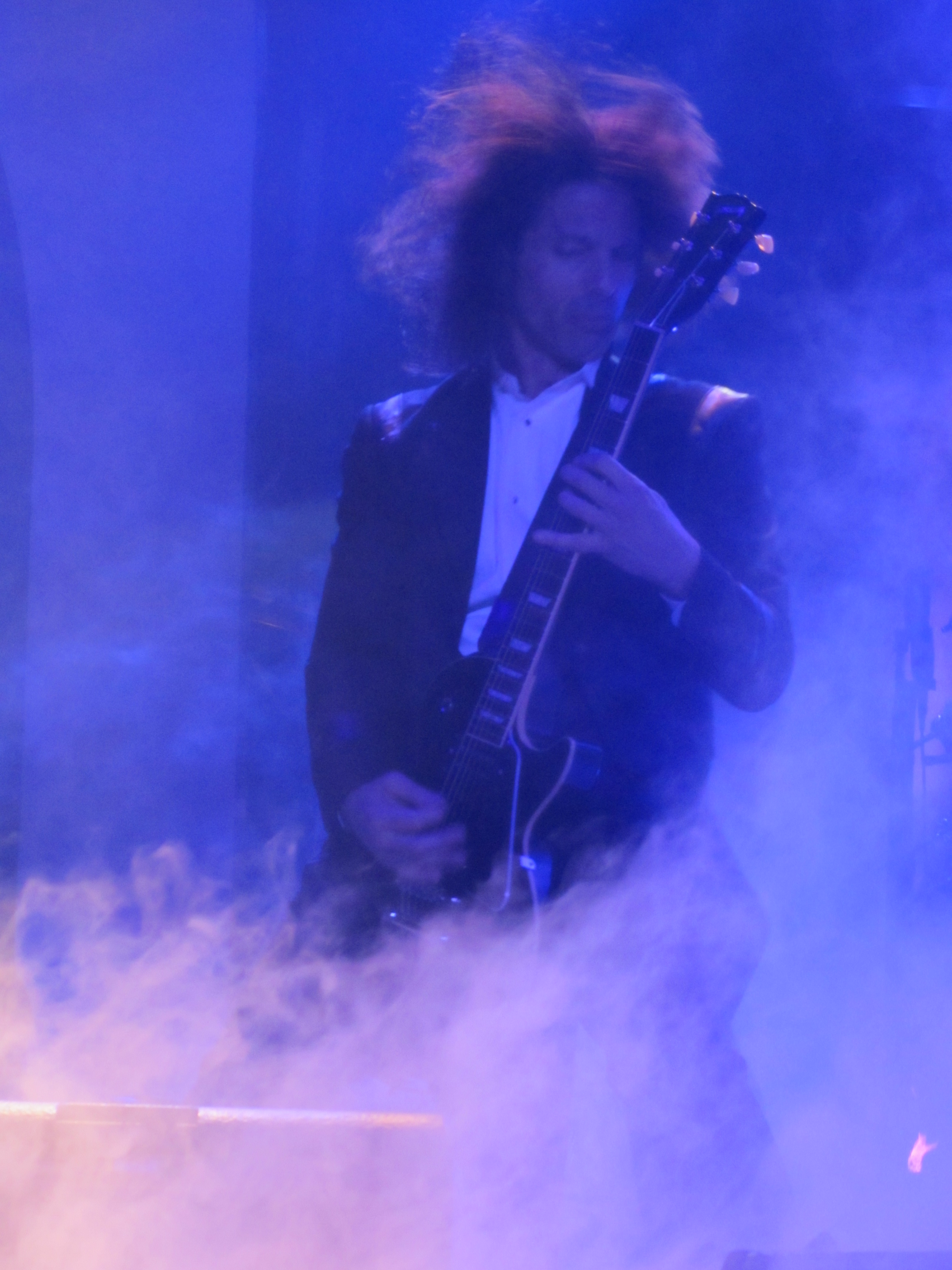
Al Pitrelli, 2012

Pitrelli arbeitete gemeinsam mit seiner zweiten Ehefrau Jane Mangini bei einem Projekt namens O’2L. Beide tourten auch gemeinsam mit Trans-Siberian Orchestra.
Pitrelli lebt in Milford in Pennsylvania. Er hat drei Söhne.

## Auswahldiskografie

### Danger Danger
- Rare Cuts (2003)

### Hotshot
- The Bomb (2005)

### Alice Cooper
- Trashes the World (DVD, 1990)
- Classicks (1995)

### Asia
- Aqua (1992)
- Aria (1994)

### Place Called Rage
- Place Called Rage (1995)

### Coven, Pitrelli, Reilly (CPR)
- CPR (1992)

### Megadeth
- Capitol Punishment: The Megadeth Years (2000)
- The World Needs a Hero (2001)
- Behind the Music (DVD, 2001)
- Rude Awakening (2002)
- Still Alive... and Well? (2002)
- Greatest Hits: Back to the Start (2005)
- Anthology: Set the World Afire (2008)

### O2’L
- O'2L
- Doyle's Brunch
- Eat a Pickle

### Savatage
- Dead Winter Dead (1995)
- The Wake of Magellan (1998)
- Poets and Madmen (2001)

### Trans-Siberian Orchestra
- Christmas Eve and Other Stories (1996)
- The Christmas Attic (1998)
- Beethoven’s Last Night (2000)
- The Lost Christmas Eve (2004)
- Night Castle (2009)

### Widowmaker
- Blood and Bullets (1992)
- Stand by for Pain (1994)

### Vertex
- Vertex (1996)

### Guitar Battle
- Guitar Battle (1998)